# Franey
Franey é uma comuna francesa na região administrativa de Borgonha-Franco-Condado, no departamento de Doubs. Estende-se por uma área de 3,38 km². Em 2010 a comuna tinha 278 habitantes (densidade: 82,2 hab./km²).